# Jurkowo-Huby
Jurkowo-Huby – przysiółek wsi Jurkowo w Polsce, położony w województwie wielkopolskim, w powiecie kościańskim, w gminie Krzywiń, na wschód od jez. Jezierzyckiego.
W latach 1975–1998 przysiółek administracyjnie należał do województwa leszczyńskiego.
Na południe od przysiółka leży rezerwat przyrody Czerwona Wieś.